# Légszomj (film)
A Légszomj (eredeti cím: Air) 2015-ben bemutatott amerikai posztapokaliptikus filmthriller, melyet saját és  Chris Pasetto forgatókönyvéből Christian Cantamessa rendezett. A főbb szerepekben Norman Reedus, Djimon Hounsou és Sandrine Holt látható. 
A Skybound Entertainment gyártásában készült filmet 2015. augusztus 14-én mutatták be az Amerikai Egyesült Államokban, Magyarországon DVD-n jelent meg szinkronizálva. Összességében negatív kritikákat kapott.

## Cselekmény
A közeljövőben a belélegezhető levegő megszűnt létezni. Gyakorlatilag az egész emberiség eltűnt, és a társadalom helyreállítására kiválasztott emberek a megfigyelt életműködés felfüggesztett állapotában élnek.
Két munkásosztálybeli férfit, Cartwrightot (Djimon Hounsou) és Bauert (Norman Reedus) gondnokként alkalmaznak, a föld alatt élnek, ahol számos alvót figyelnek. Az alvók magasan képzett tudósok, ők segítenek majd a világ újjáépítésében, amint a Föld levegője annyira kitisztul, hogy az emberek ismét a felszínen élhetnek.

## Szereplők
| Szerep        | Színész        | Magyar hang       |
| ------------- | -------------- | ----------------- |
| Bauer         | Norman Reedus  | Makranczi Zalán   |
| Cartwright    | Djimon Hounsou | Galambos Péter    |
| Abby          | Sandrine Holt  | Nemes Takách Kata |
| Horgonyvezető | Peter Benson   | N/A               |
| alvó          | David Nykl     | N/A               |

## Fordítás
- Ez a szócikk részben vagy egészben  az   Air (2015 film) című angol Wikipédia-szócikk fordításán alapul.  Az eredeti cikk szerkesztőit annak laptörténete sorolja fel. Ez a jelzés csupán a megfogalmazás eredetét és a szerzői jogokat jelzi, nem szolgál a cikkben szereplő információk forrásmegjelöléseként.